# Beningbrough Hall
Beningbrough Hall é um grande palácio georgiano da Inglaterra, localizado nas proximidades da aldeia de Beningbrough, no condado de North Yorkshire. Em tempos, lugar de um modesto solar isabelino, construído por Sir Ralph Bourchier quando herdou a propriedade, em 1556, o atual edifício, situado a poucas milhas de Iorque, foi criado pelo seu descendente John Bourchier.
Construído em 1716, Beningbrough Hall possui notáveis escadas de consola, interiores barrocos, exceptionais entalhes em madeira e incomuns corredores centrais, os quais correm todo o comprimento da casa. Externamente, o edifício é um imponente palácio georgiano em tijolo encarnado, com uma grande unidade no desenho da fachada principal, como pode ver-se aqui.

Beningbrough Hall é, actualmente, propriedade do "Instituto Navional para Lugares de Interesse Histórico ou Beleza Natural" (National Trust for Places of Historic Interest or Natural Beauty), encontrando-se aberto ao público. No seu interior são exibidos amis de cem retratos setecentistas e possui sete galerias de novas interpretações, em parceria com a "Galeria Nacional do Retrato" (National Portrait Gallery). Contém também uma réplica de uma lavandaria vitoriana e um jardim murado com extensas plantações vegetais, sendo os seus produtos usados pelo restaurante associado.

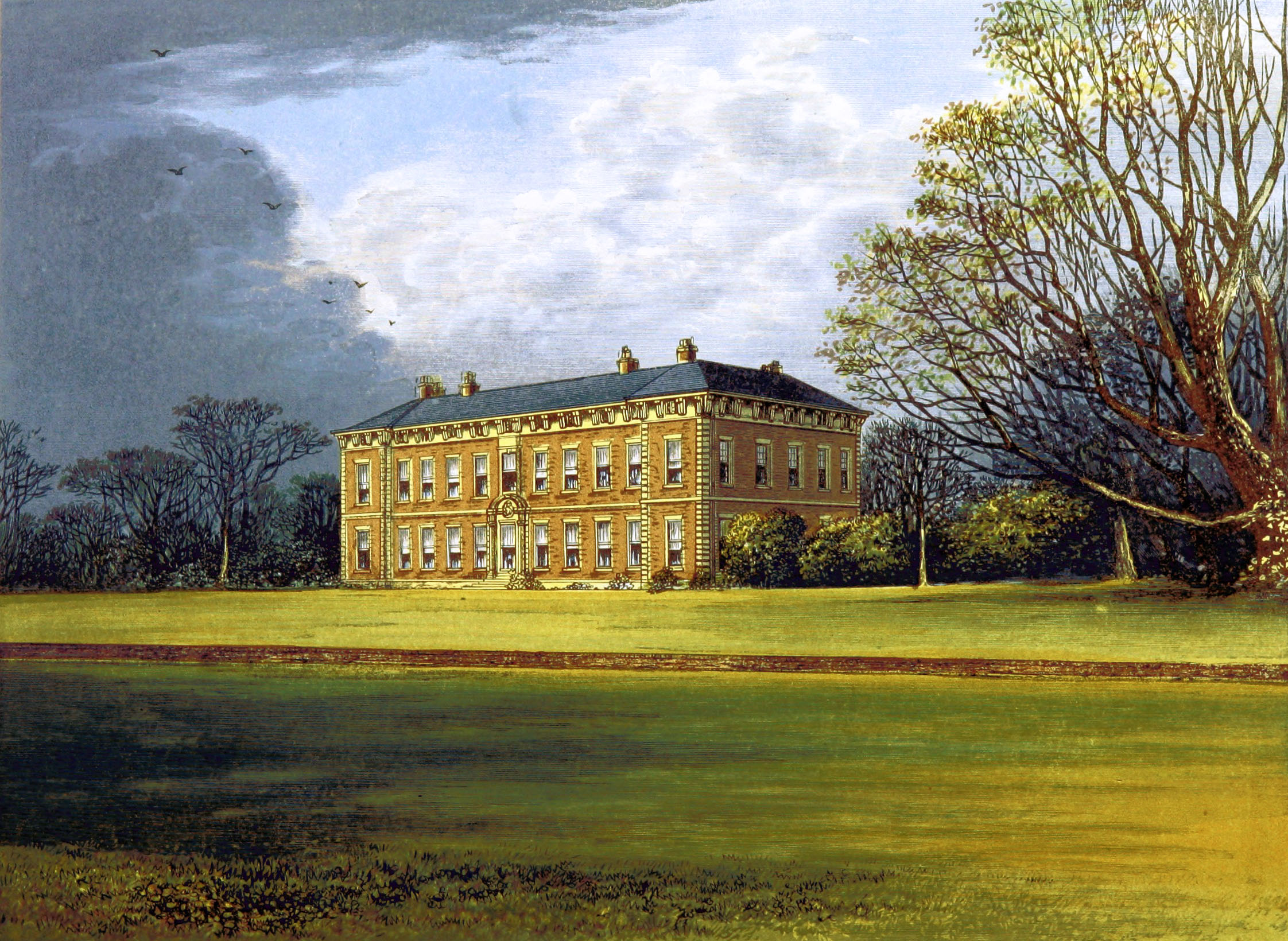
Beningbrough Hall por Morris (1880)